# Belgisch kampioenschap wielrennen voor masters c

De Belgische kampioenentrui

Het Belgisch kampioenschap wielrennen voor Masters C is een jaarlijkse wielerwedstrijd in België voor renners met Belgische nationaliteit van 50 en ouder, die zelf voor dit statuut gekozen hebben. Er wordt gereden voor de nationale titel.

## Erelijst
| Jaar | Plaats    | Winnaar      | 2de          | 3de              |
| 2008 | Beauraing | Sus Auwers   | Marc Heulens | Francy Baptist   |
| 2007 | Rekkem    | Marc Heulens | Sus Auwers   | Patrick Convents |
| ...  | ...       | ...          | ...          | ...              |